# День посадки деревьев в Китае

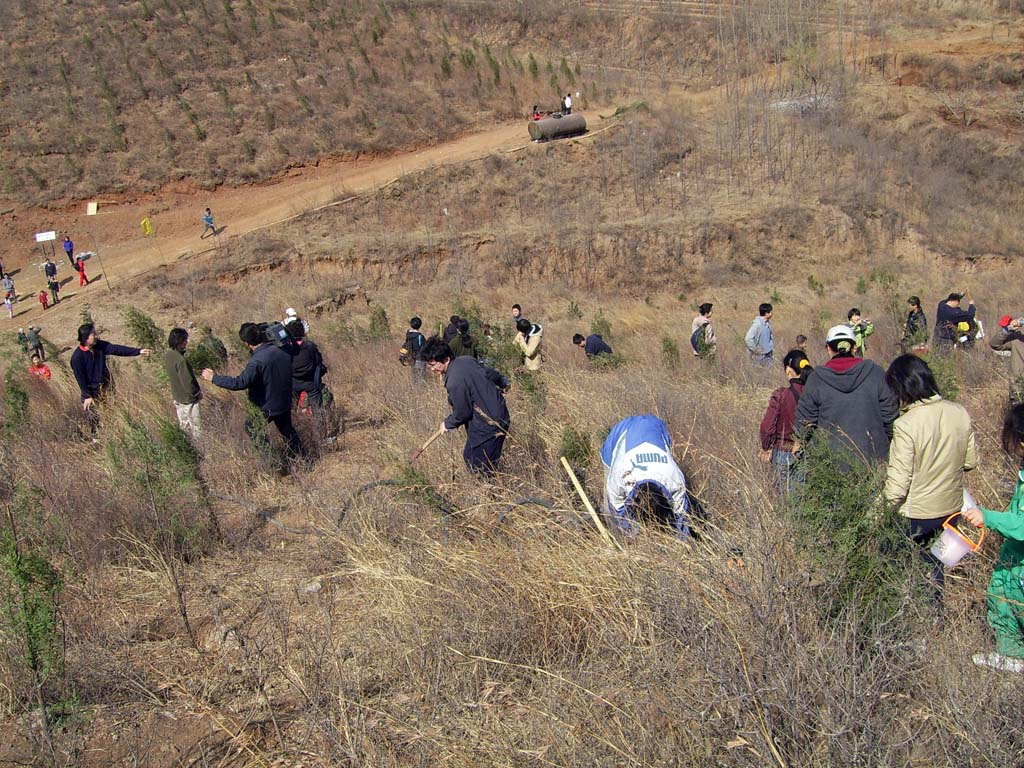
«День лесопосадок» (2006 год)

День посадки деревьев в Китае (кит. трад. 植樹節, упр. 植树节, пиньинь Zhíshù-jié, палл. Чжишу-цзе) – национальный праздник в КНР, который отмечается ежегодно, 12 марта. Не является нерабочим днём.

## История и празднование
В Китайской Народной Республике дата для «Дня посадки деревьев» была выбрана коммунистической партией Китая не случайно. 12 марта – день смерти китайского революционера Сунь Ятсена, который выступил с инициативой массовых посадок деревьев в Китае и подал личный пример. И по сей день в празднике принимают личное участие руководители КНР и коммунистической партии Китая. Этот праздник получил статус официального в 1981 году, на V национальном народном конгрессе Китая, где была принята «Резолюция по проведению общенациональной добровольной кампании по посадке деревьев». В резолюции предписывалось каждому жителю Китая от 11 до 60 лет (если позволяет состояние здоровья) высаживать 3–5 деревьев ежегодно. При невозможности по каким-либо объективным причинам исполнить резолюцию следует выполнить работы эквивалентного масштаба (культивация, посадка цветов, сеяние, прополка, обрезка кустов и веток деревьев и т.п.).
Эта инициатива была активно поддержана населением страны. Конечно, резолюция выполняется не в полном объёме, но и размах того, что делается, огромен. Ежегодно в празднике принимают участие около 500 миллионов китайцев! С момента появления в Китае этого праздника по 2008 год включительно в Китайской Народной Республике волонтёрами было посажено более 50 миллиардов саженцев!
12 марта, одновременно с КНР, подобные мероприятия проводятся и в Китайской Республике.